# Gideon de Wildt

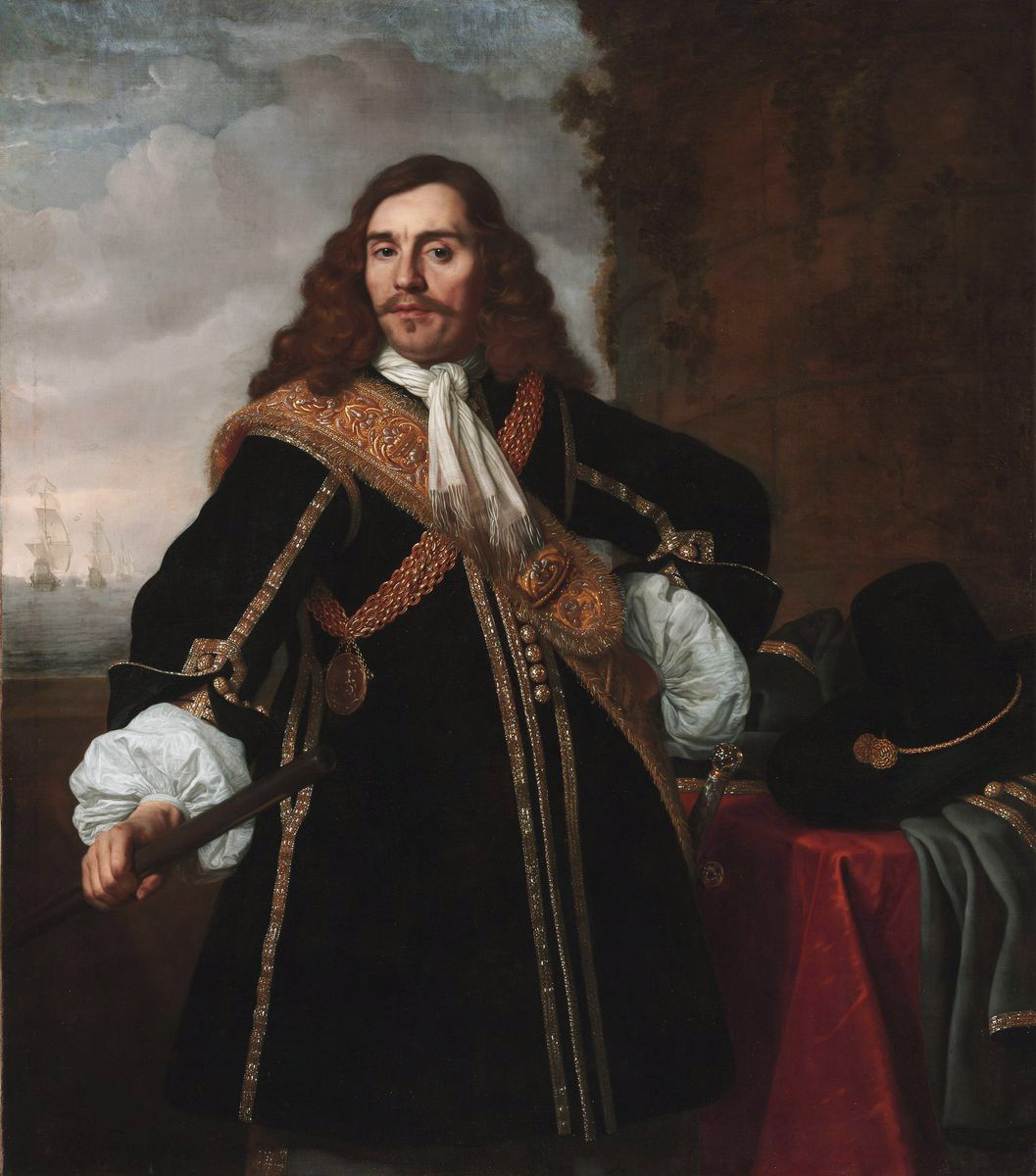
Gideon de Wildt (Bartholomeus van der Helst, 1657)

Gideon de Wildt (Amsterdam, 26 juni 1624 — Amsterdam, 22 oktober 1665) was een zeventiende-eeuws Nederlands vlagofficier.
De Wildt was het twaalfde en laatste kind van Gilles de Wildt, schepen van Amsterdam, en Aefge Gijbland. 
De Wildt werd kapitein bij de Admiraliteit van Amsterdam toen in 1652 de Eerste Engels-Nederlandse Oorlog uitbrak. Hij kreeg het commando over het schip de Vrede, een oorlogsbodem met vierenveertig stukken geschut. De Wildt werd hierna bijna steeds ingezet op de seconde, dat wil zeggen: het dekkingsschip van de commandant van het eskader dat de Admiraliteit van Amsterdam in zee bracht. Hij vocht in 1652 als commandeur in de Slag bij de Hoofden (in de functie van plaatsvervangend schout-bij-nacht) en de Slag bij de Singels (in de functie van plaatsvervangend vice-admiraal). In 1653 was hij commandeur in het eskader van Maarten Tromp in de Zeeslag bij Nieuwpoort en de Slag bij Ter Heijde.
In 1656 kreeg De Wildt een gouden ereketting ter waarde van zeshonderd guldens van de Admiraliteit van Amsterdam wegens zijn rol in de overwinning op Franse zeerovers bij Cadiz. In 1657 werd zijn portret geschilderd door Bartholomeus van der Helst. In 1659 maakte hij op de Oosterwijk van zestig stukken deel uit van de vloot van Michiel de Ruyter tijdens diens hulpexpeditie naar Denemarken (Noordse oorlog) en was hij betrokken bij de bevrijding van Nyborg. In 1661 voer hij met De Ruyter naar de Middellandse zee op T Geloof van achtenvijftig stukken. In 1664 deed hij, nog steeds als commandeur, op De Provincie van Utrecht van achtenvijftig stukken mee aan de strafexpeditie tegen de Engelse bezittingen in Afrika en Amerika. Op 29 januari 1665 werd hij in afwezigheid bevorderd tot schout-bij-nacht als opvolger van Cornelis Tromp. Tijdens de lange reis naar Amerika en terug werd De Wildt ziekelijk en na zijn thuiskomst in augustus verslechterde zijn toestand. Op 8 september moest hij wegens groote cranckheit bij een volgende expeditie vervangen worden door Willem van der Zaen. Hij overleed op 22 oktober in Amsterdam en werd daar op 23 oktober begraven.
De Wildt trouwde in 1644 met de één jaar jongere Maria Smits. Tot hun kinderen behoren een Johanna geboren in 1659 en een Joanna geboren in 1664.